# Malin Persson Giolito
Anna Malin Ulrika Persson Giolito (Stockholm, 25 september 1969) is een Zweeds advocaat en schrijfster van misdaadromans.

## Biografie
Malin Persson werd in 1969 in Bromma, Stockholm geboren als dochter van de criminoloog en auteur Leif G.W. Persson. Ze groeide op in Djursholm. Persson studeerde in 1994 af aan de Universiteit van Uppsala en werkte daarna bij het Hof van Justitie in Luxemburg. Ze behaalde een masterdiploma in Europees recht aan het Europacollege in Brugge, België en studeerde ook aan de Universiteit van Stockholm in Zweden en de Université catholique de l'Ouest in Frankrijk. Op 27-jarige leeftijd kreeg ze een baan aangeboden op het kantoor van Mannheimer Swartling in Brussel maar dat bleek later niet meer te combineren met het moederschap. Tijdens de zevende maand in de zwangerschap van haar derde kind werd ze ontslagen. Persson Giolito werkte van 2008 tot 2015 als advocaat en administrateur bij het directoraat-generaal Mededingingsrecht van de Europese Commissie in Brussel.

### Carrière
Nadat Persson Giolito in 2007 tijdens haar zwangerschap ontslagen werd, begon ze te schrijven aan haar eerste roman Dubbla slag die in 2008 gepubliceerd werd, gevolgd door de thriller Bara ett barn in 2010 en Bortom varje rimligt tvivel in 2012. In 2016 kwam haar succesvolste roman Störst av allt op de markt die in 2016 uitgeroepen werd tot bästa svenska kriminalroman en het jaar daarna de Glazen Sleutel won. In 2018 werd de roman bekroond met de Prix du Polar Européen (Le Point) en de Petrona Award voor beste Scandinavische detectiveroman van het jaar. In Zweden werden meer dan 500.000 exemplaren verkocht en de vertaalrechten werden gekocht door 30 landen. Advocate Sophia Weber speelt de hoofdrol in haar thrillers.

### Privéleven
Persson Giolito is sinds 2015 voltijds auteur en woont samen met haar man Christophe Giolito en haar drie dochters in Brussel. Ze is een vaste columniste bij Aftonbladet en kroniekschrijver bij Dagens Nyheters boekenzaterdag.

## Adaptatie
Op 7 september 2017 kondigde Netflix aan dat van de roman Störst av allt een televisieserie zou gemaakt worden. De zesdelige serie Quicksand gettiteld, werd op Netflix uitgezonden vanaf 5 april 2019.